# Fernando Luna Vicente
Fernando Luna Vicente  (né le 30 mai 1952 à Tornos) est un musicien, réalisateur radiophonique, doubleur et producteur espagnol. 

## Prix et récompenses
- 1991 :  Alph-Art du meilleur album étranger au festival d'Angoulême pour Manuel Montano (avec Miguelanxo Prado)[1]